# Instituto Nacional de Vías
El Instituto Nacional de Vías (INVIAS) es una agencia descentralizada de la Rama Ejecutiva del Gobierno de Colombia a cargo de la asignación, regulación y supervisión de los contratos para la construcción de autopistas y carreteras y el mantenimiento de las vías. Adscrita al Ministerio de Transporte.

## Historia
Fue creado en 1993. Bajo la administración del Ministerio de Transporte, se encarga de ejecutar políticas, estrategias, planes y programas relacionados con la infraestructura vial pública del país. De acuerdo a cifras del Ministerio de Transporte, Colombia cuenta con cerca de 162.000 km de la red vial nacional. La red primaria está conformada por algo más de 16.000 km (aquella que está a cargo de la nación), 71.000 km correspondientes a la red secundaria (aquella que se encuentra a cargo de los departamentos), y cerca de 60.000 km correspondientes a la red terciaria. Dada la carencia de recursos por parte de los entes municipales, la nación, a través del Instituto Nacional de Vías (INVIAS), se hizo cargo de cerca de 26.000 km de la red terciaria, mientras que los restantes 35.000 siguen a cargo de los municipios.

## Instituto Nacional de Vías Regionales (INVIR)
El Plan Nacional de Desarrollo 2022 - 2025 aprobado por el Congreso de la República hizo necesaria sustraer al INVIAS las funciones referida a las vías terciarias, y aquellas regionales que deban intervenirse en aras de garantizar la transitabilidad, con el propósito de fomentar la construcción, mejoramiento y conservación de caminos vecinales o de carácter regional en el territorio Nacional.
Con el Decreto 1961 de 2023, el gobierno nacional crea el Instituto Nacional de Vías Regionales (INVIR) con la finalidad que pueda contratar la construcción y mejoramiento de vías terciarias con comunidades indígenas, campesinas, Juntas de Acción Comunal, y comunidades vulnerables del país.

## Directores generales
La siguiente es la lista de directores generales de la entidad desde su creación en 1994:
| Nombre                               | Inicio                  | Fin                     | Ref.   |
| ------------------------------------ | ----------------------- | ----------------------- | ------ |
| Guillermo Gaviria Correa             | 1 de enero de 1994      | 14 de agosto de 1998    | [ 6 ]  |
| Gustavo Canal Mora                   | 14 de agosto de 1998    | 2 de septiembre de 1999 | [ 7 ]  |
| Álvaro Mantilla Padilla              | 2 de septiembre de 1999 | Marzo de 2000           | [ 8 ]  |
| Darío Rafael Londoño Gómez           | Abril de 2000           | Diciembre de 2000       | [ 9 ]  |
| Ana María Gómez Jaramillo (e)        | Diciembre de 2000       | Enero de 2001           | [ 10 ] |
| Luis Eduardo Tobón Cardona           | Enero de 2001           | Febrero de 2002         | [ 11 ] |
| Gloria Cecilia Ospina Gómez          | Febrero de 2002         | 10 de julio de 2003     | [ 12 ] |
| Alicia Naranjo Uribe                 | 10 de julio de 2003     | 10 de agosto de 2004    | [ 13 ] |
| Mauricio Ramírez Koppel              | 10 de agosto de 2004    | 20 de noviembre de 2006 | [ 14 ] |
| Daniel García Arizabaleta            | 20 de noviembre de 2006 | 6 de marzo de 2009      | [ 15 ] |
| Enrique Martínez Arciniegas          | 6 de marzo de 2009      | 18 de agosto de 2010    | [ 16 ] |
| Carlos Alberto Rosado Zúñiga         | 18 de agosto de 2010    | 17 de octubre de 2012   | [ 17 ] |
| Fernando Martínez Borelly (e)        | 17 de octubre de 2012   | 29 de noviembre de 2012 | [ 18 ] |
| José Leonidas Narváez Morales        | 29 de noviembre de 2012 | 26 de octubre de 2014   | [ 19 ] |
| Carlos Alberto García Montes         | 26 de octubre de 2014   | 14 de agosto de 2018    | [ 20 ] |
| Juan Esteban Gil Chavarría           | 14 de agosto de 2018    | 7 de agosto de 2022     | [ 21 ] |
| Guillermo Toro Acuña (e)             | 7 de agosto de 2022     | 13 de diciembre de 2022 | [ 22 ] |
| Juan Alfonso Latorre Uriza           | 13 de diciembre de 2022 | 24 de enero de 2023     | [ 23 ] |
| Juan José Oyuela Soler (e)           | 24 de enero de 2023     | 14 de julio de 2023     | [ 24 ] |
| Mercedes Elena Gómez Villamarín      | 14 de julio de 2023     | 7 de febrero de 2024    | [ 25 ] |
| María Constanza García Alicastro (e) | 7 de febrero de 2024    | 6 de junio de 2024      | [ 26 ] |
| Juan Carlos Montenegro Arjona        | 7 de junio de 2024      | 5 de marzo de 2025      | [ 27 ] |